# Мирцхулава, Дидим Лаврентьевич
Дидим Лаврентьевич Мирцхула́ва (1912—1997) — советский грузинский дирижёр и педагог. Народный артист Грузинской ССР (1958).

## Биография
Родился 20 июля (2 августа) 1912 года в Кутаисе (ныне Кутаиси, Грузия). В 1937 году окончил Тбилисскую консерваторию. С этого же года работал в ГрАТОБ имени З. П. Палиашвили. С 1951 года педагог Тбилисской консерватории (с 1970 года профессор). Член ВКП(б) с 1939 года.

## Дирижировал балетами
- «Сердце гор» А. М. Баланчивадзе (1936)
- «Дон Кихот» Л. Ф. Минкуса (1943, 1963)
- «Синатле» Г. В. Киладзе (1947)
- «Жизель» А. Адана (1948)
- «Лауренсия» А. А. Крейна (1948, 1962)
- «Горда» Д. А. Торадзе (1949)
- «Демон» С. Ф. Цинцадзе (1961)

## Награды и премии
- орден Чести (Грузия) (14 мая 1996)[1]
- Орден Трудового Красного Знамени (2 апреля 1966)
- Орден «Знак Почёта» (30 ноября 1950)[2]
- народный артист Грузинской ССР (1958)
- Сталинская премия второй степени (1951) — за дирижирование балетным спектакль «Горда» Д. А. Торадзе на сцене ГрАТОБ имени З. П. Палиашвили